# Otiorhynchus subrotundatus
Otiorhynchus subrotundatus — вид долгоносиков-скосарей из подсемейства Entiminae.

## Распространение
Распространён в Крыму.

## Описание
Головотрубка короткая, почти параллельносторонняя близ основания и лишь в передней половине сужена. Лоб на половину шире спинки головотрубки у места прикрепления усиков, отделён от головотрубкихорошо заметным поперечным вдавлением.